# TO THE LIMIT
「TO THE LIMIT」（トゥー ザ リミット）は、KAT-TUNの18枚目のシングル。2012年6月27日にJ-One Recordsから発売された。

## 概要
前作「BIRTH」から約7か月ぶりで2012年1枚目のシングル。
通常盤、初回限定盤、スペシャル盤の3形態で発売。スペシャル盤は、J Stormの公式サイトで2012年6月13日12：00 - 2012年6月18日18：00限定で販売された。
表題曲「TO THE LIMIT」は、『スズキ ソリオ バンディット』TVCMタイアップソング。通常盤に収録されている「SPIRIT」は、日本テレビ系プロ野球中継『Dramatic Game 1844』イメージソングおよび日本テレビ系『Going!Sports&News』テーマソング。

## 収録曲

### CD

#### 通常盤
1. TO THE LIMIT
作詞：M.U.R. / masanco、作曲：Tom Diekmeier / Junior H Johansson、編曲：Tom Diekmeier / Billy Marx Jr.
  - KAT-TUN出演 スズキ「ソリオ バンディット」CMソング

発売・配信されたシングル表題曲の中で、唯一コンサートでの披露がない。
2. それぞれの空
作詞：miwa* / t-oga / Crews、作曲：King of slick / KOUDAI IWATSUBO、編曲：Billy Marx Jr.
3. SPIRIT
作詞：miwa*、作曲：Albi Albertsson / Stephan Elfgren / DAICHI、編曲：Albi Albertsson
  - 日本テレビ系プロ野球中継『Dramatic Game 1844』イメージソング
  - 日本テレビ系『Going!Sports&News』テーマソング
4. TO THE LIMIT（オリジナル・カラオケ）
5. それぞれの空（オリジナル・カラオケ）
6. SPIRIT（オリジナル・カラオケ）

#### 初回限定盤
1. TO THE LIMIT
2. WALKING IN THE LIGHT
作詞：mikalune、作曲：Daddylong / Naoshi Shimada、編曲：Naoshi Shimada
3. WALKING IN THE LIGHT（オリジナル・カラオケ）

#### スペシャル盤
1. TO THE LIMIT
2. CHAIN

### DVD
※初回限定盤のみ
1. 「TO THE LIMIT」ビデオ・クリップ ＋メイキング

## 特典
※スペシャル盤のみ
1. オリジナル・メンバーフォト（ソロ各1枚・計5枚）